# Alan Baddeley
Alan Baddeley é professor de Psicologia na Universidade de York.
É conhecido por seu trabalho na memória de trabalho, também conhecida como memória operacional. Apresentando um modelo modular de múltiplos componentes.

## Vida
Baddeley graduou-se na University College London em 1956 e obteve-se um MA da universidade de Princeton em 1957, seguido por um doutoramento na universidade de Cambridge em 1962.
Seu estudo em 1975 sobre a  “capacidade da memória a curto prazo” pretendeu verificar se os povos poderiam recordar umas palavras mais curtas do que palavras muito longas, num teste à memória e assim mostrar se o tempo da pronunciação ou o número dos artigos determinavam a capacidade da memória a curto prazo.

### Findings
Findings: Os participantes poderiam recordar umas palavras consideravelmente mais curtas do que palavras muito longas. O número das palavras que poderiam articular em apenas 2 segundos pareceu ser a quantidade de palavras que poderiam recordar. Havia uma correlação positiva entre a velocidade da leitura e a extensão de memória.
Seu estudo de “codificar na memória a curto prazo e na memória a longo prazo” em 1966 explorou o código acústico e semântico na Memória a curto prazo e na Memória a longo prazo.
Findings: São palavras com sons similares são encontradas para ser mais duras de recordar usar STM do que palavras com sons dissimilares. Os significados similares tiveram somente um efeito negativo ligeiro em STM que a recordação de palavras semanticamente similares do LTM era muito mais má do que semanticamente palavras dissimilares. A acústica não teve nenhum efeito ao olhar o LTM.
Baddeley autorizou, também, um número de testes neuro-psicológicos incluindo os testes Doors and People, Children's Test of Nonword Repetition (CN REP), the Rivermead Behavioural Memory Test (RBMT), Autographical Memory Interview (AMI), Visual Patterns Test (VPT) e também o Speed and Capacity of Language Processing Test (SCOLP).